# 席德·西泽

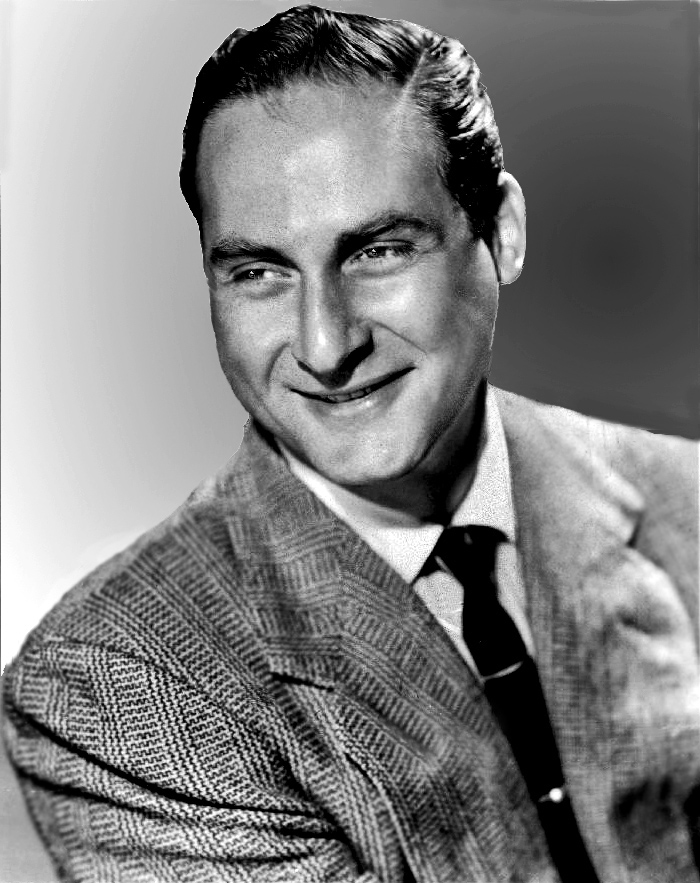
1961年的席德·西泽

席德·西泽（英語：Sid Caesar, Isaac Sidney Caesar，1922年9月8日—2014年2月12日）纽约人，是一名美国喜剧演员。他在1950年的《你的演出的演出》和《凯撒时间》开始职业生涯，此前他是一名音乐家；职业生涯中他获得两次艾美奖。
席德·西泽是猶太人，他的父母是來自俄羅斯和波蘭的猶太移民。他有三个孩子。
2014年2月12日，他因为自然原因死于美國加利福尼亞州洛杉磯比佛利山，享年91歲。

## 其他链接
- Official Sid Caesar website （页面存档备份，存于）
- 席德·西泽在互联网电影资料库（IMDb）上的資料（英文）
- 互聯網百老匯資料庫（IBDB）上席德·西泽的資料（英文）
- 在AllMovie上席德·西泽的頁面（英文）
- Sid Caesar Biography from Museum of Broadcast Communications （页面存档备份，存于）
- Sid Caesar Biography from New York Times （页面存档备份，存于）
- Archival Television Audio on Sid Caesar （页面存档备份，存于）